# Satz von Künneth
Der nach Hermann Künneth benannte Satz von Künneth ist ein Satz aus dem mathematischen Teilgebiet der homologischen Algebra. Der Satz führt die Homologie eines Tensorproduktes von Kettenkomplexen auf die Homologien der beteiligten Kettenkomplexe zurück, in einprägsamer Formulierung besagt er, dass die Homologie eines Tensorproduktes von Kettenkomplexen bis auf Torsion gleich dem Tensorprodukt der Homologien ist. Der Satz von Künneth, der oft auch einfach die Künnethformel genannt wird, ist eine Verallgemeinerung des universellen Koeffiziententheorems.

## Tensorprodukte von Kettenkomplexen
Sind {\displaystyle (C',d')} und {\displaystyle (C'',d'')} zwei Kettenkomplexe, so sei das Tensorprodukt {\displaystyle (C',d')\otimes (C'',d'')} der Kettenkomplex {\displaystyle (C,d)} mit
{\displaystyle C_{n}=\bigoplus _{i+j=n}C_{i}'\otimes C_{j}''}
{\displaystyle d_{n}(c_{i}'\otimes c_{j}''):=d_{i}'c_{i}'\otimes c_{j}''+(-1)^{i}c_{i}'\otimes d_{j}''c_{j}''}, wobei {\displaystyle c_{i}'\in C_{i}',c_{j}''\in C_{j}'',i+j=n}.
Ist speziell {\displaystyle (C',d')} ein Kettenkomplex, der nur an 0-ter Stelle einen von 0 verschiedenen Modul {\displaystyle A} hat, so ist  {\displaystyle (C',d')\otimes (C'',d'')} der Kettenkomplex
{\displaystyle \ldots \rightarrow A\otimes C_{n}''{\xrightarrow {\mathrm {id} _{A}\otimes d_{n}''}}A\otimes C_{n-1}''\rightarrow \ldots }.
Für diesen Kettenkomplex schreibt man abkürzend auch {\displaystyle A\otimes C''}.
Der hier vorzustellende Satz beantwortet die Frage, wie man die Homologie des Tensorproduktes aus der Homologie der Kettenkomplexe berechnen kann. Im Allgemeinen ist die Homologie des Tensorproduktes {\displaystyle C\otimes C'} nicht durch die Homologie von {\displaystyle C} und {\displaystyle C'} festgelegt, dazu sind weitere Voraussetzungen an den Ring {\displaystyle R} und an die gegebenen Kettenkomplexe zu stellen. Die einfachste Formel für eine solche Abhängigkeit wäre, dass die {\displaystyle n}-te Homologie {\displaystyle H_{n}(C\otimes C')} des Tensorproduktes isomorph zur direkten Summe {\displaystyle \textstyle \bigoplus _{i+j=n}H_{i}(C')\otimes H_{j}(C'')} der Tensorprodukte der Homologien von {\displaystyle C} und {\displaystyle C'} ist. Es stellt sich heraus, dass diese Formel um die direkte Summe der ersten Torsionen der Homologiegruppen erweitert werden muss.

## Formulierung des Satzes
Es seien {\displaystyle (C',d')} und {\displaystyle (C'',d'')} zwei Kettenkomplexe von Moduln über einem Hauptidealring {\displaystyle R} und einer der Kettenkomplexe bestehe ausschließlich aus flachen Moduln. Dann gibt es für jede ganze Zahl {\displaystyle n} eine natürliche, kurze exakte Sequenz
{\displaystyle 0\rightarrow \bigoplus _{i+j=n}H_{i}(C')\otimes H_{j}(C'')\rightarrow H_{n}(C'\otimes C'')\rightarrow \bigoplus _{i+j=n-1}\mathrm {Tor} _{1}^{R}(H_{i}(C'),H_{j}(C''))\rightarrow 0}.
Diese Sequenz zerfällt, das heißt {\displaystyle H_{n}(C'\otimes C'')} ist isomorph zu einer direkten Summe der beiden anderen Bestandteile der Sequenz, aber nicht auf natürliche Weise.

## Bedeutung
Der Satz von Eilenberg-Zilber führt die Berechnung der singulären Homologie eines Produktes topologischer Räume auf das Tensorprodukt des singulären Homologien der beteiligten Räume zurück. Der Satz von Künneth ist der bei diesem Satz noch fehlende algebraische Teil, um die Berechnung der Homologie eines Produktraumes zu Ende zu führen.

## Das universelle Koeffiziententheorem
Hat der Kettenkomplex {\displaystyle C'} nur an der 0-ten Stelle einen vom Nullmodul verschiedenen Modul {\displaystyle A}, so sind die meisten Summanden aus obiger Künnethformel 0 und man erhält die exakte Sequenz
{\displaystyle 0\rightarrow A\otimes H_{n}(C'')\rightarrow H_{n}(A\otimes C'')\rightarrow \mathrm {Tor} _{1}^{R}(A,H_{n-1}(C''))\rightarrow 0},
und das ist nichts anderes als das universelle Koeffiziententheorem.